# کمل (سیگار)
کمل (به انگلیسی: Camel)، نام یک برند سیگار آمریکایی است که در سال ۱۹۱۳ توسط آر.جی.رینولدز به‌عنوان یکی از نخستین سیگارهای بسته‌بندی شده معرفی شد و اکنون مالکیت آن در ایالات متحده متعلق به شرکت تنباکوی آر.جی.رینولدز و در خارج از ایالات متحده متعلق به تنباکوی ژاپن است.

## وضعیت کنونی
امروزه جدیدترین سیگارهای کمل شامل مخلوطی از تنباکوی ترکیه‌ای و تنباکوی ویرجینیا هستند. شهر وینستون-سیلم یعنی شهری که شرکت آر. جی. رینولدز در آن تأسیس شد، به‌دلیل محبوبیت این نشان تجاری، با نام مستعار «شهر کمل» نیز شناخته می‌شود.